# Firefly (videogioco)
Firefly è un videogioco di tipo sparatutto fantascientifico, pubblicato nel 1988 da Ocean Software per Commodore 64 e ZX Spectrum.
Secondo la rivista Commodore User 54, Firefly trae ispirazione da Zone Ranger del 1984, ma ha comunque una buona dose di originalità.

## Modalità di gioco
Il giocatore controlla l'astronave Firefly ("lucciola" in inglese), che ha la forma di un insetto. Scopo finale del gioco è raggiungere un interruttore dalla parte opposta di una scacchiera 9x5. Il gioco inizia sulla schermata della scacchiera, dove la Firefly può fare delle mosse strategiche tra caselle adiacenti; quando si raggiunge una casella nemica, per conquistarla si passa al gioco d'azione vero e proprio. 
Le caselle della scacchiera possono essere di diverso tipo e a ogni partita hanno una disposizione iniziale differente. Ci sono caselle già controllate dal giocatore dove ci si può spostare liberamente, caselle vuote che sono in mano al nemico, pianeti non oltrepassabili, e caselle con frecce.
Quando si entra in queste ultime si affronta un minigioco di riflessi, con dei simboli di pollice verso o in su che si alternano rapidamente, e bisogna riuscire a premere il pulsante quando è selezionato un pollice in su; la vittoria porta alla conquista della casella, la sconfitta all'azzeramento e rimescolamento della scacchiera.
Quando si entra in una casella vuota inizia lo sparatutto, che avviene in un ambiente bidimensionale visto dall'alto, a scorrimento in tutte le direzioni. Qui la Firefly può muoversi nelle otto direzioni cardinali e sparare alle astronavi nemiche. L'ambiente ha delle pareti interne e può avere diverse forme, a volte intricate, che si presentano in ordine casuale, ma c'è una minimappa dell'intera area.
Attorno alla Firefly compaiono delle sferette che le fluttuano attorno e fanno sia da barriera difensiva, sia da proiettili quando si spara, e quelle usate ritornano lentamente alla Firefly.
Si ha una barra dell'energia e anche il carburante è limitato. Alcuni alieni, simili a pesci, quando colpiti fanno apparire delle goccioline che si possono raccogliere per riparare i danni.
Ogni area contiene quattro generatori che devono essere distrutti; per eliminarne uno bisogna prima raccogliere quattro yokas, oggetti simili a nuvolette espulsi dal generatore stesso, poi entrare nel generatore e vincere un minigioco con i pollici versi simile a quello descritto precedentemente. 
Ci sono anche dei teletrasporti, a volte necessari per raggiungere alcune zone, ma anche per poter usare questi è necessario superare un minigioco, in cui l'astronave ruota rapidamente e bisogna sparare al momento giusto per colpire dei bersagli.
Quando si completa l'area eliminando tutti i generatori, la casella è conquistata e si torna alla schermata della scacchiera.